# Caprarica di Lecce
Caprarica di Lecce är en ort och kommun i provinsen Lecce i regionen Apulien i Italien. Kommunen hade 2 411 invånare (2017).